# Rudolf Clausius
Rudolf Julius Emanuel Clausius (Köslin, 2 gennaio 1822 – Bonn, 24 agosto 1888) è stato un fisico e matematico tedesco.

## Biografia
Clausius fu uno dei fondatori della termodinamica. Con la riformulazione del principio di Carnot (allora formulata nell'ambito del ciclo di Carnot) - contemporaneamente a Lord Kelvin - mise la teoria del calore su basi assai più solide. Nella sua opera più importante (1850), sulla teoria meccanica del calore, gettò le basi per la formulazione del secondo principio della termodinamica, postulando l'impossibilità del passaggio spontaneo del calore da un corpo freddo a un corpo caldo. Nel 1865 indotto a porre una distinzione tra le trasformazioni reversibili e quelle irreversibili, introdusse il principio di entropia. Per definirlo, si basò sulle interazioni tra le molecole di un gas descritto da un modello puramente probabilistico delle collisioni. Asserendo che il calore tendeva a indebolire il legame tra le particelle e ad accrescere le distanze medie, introducendo questa nuova grandezza veniva espresso il grado di dispersione delle molecole e quindi l'effetto del calore come tendenza ad aumentare il disordine.

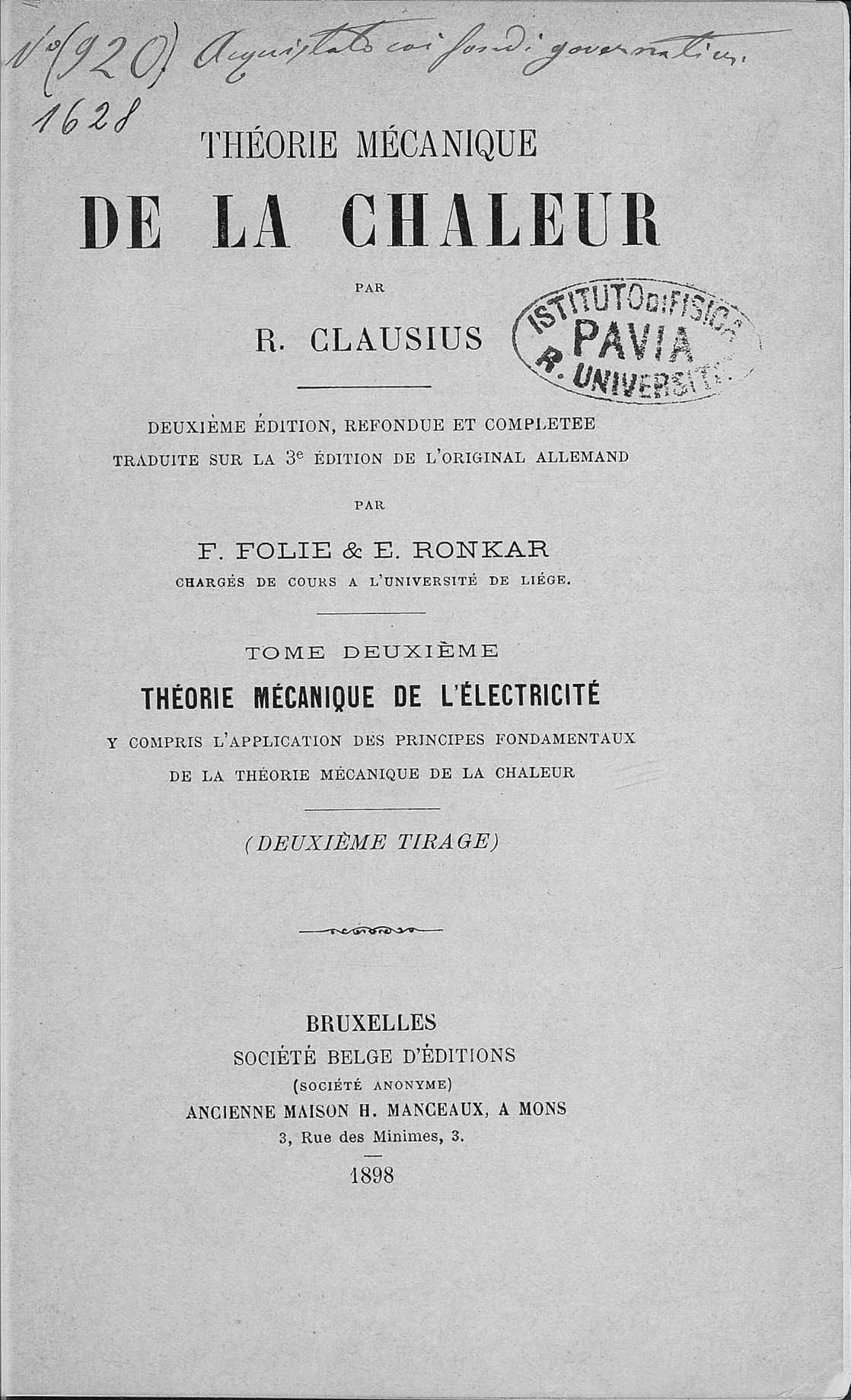
Théorie mécanique de l'électricité y [sic] compris l'application des principes fondamentaux de la théorie mécanique de la chaleur, 1898

Successivamente, utilizzando i rapporti tra energia e entropia, giunse alla conclusione che l'entropia dell'universo aumenta sempre e tende ad un massimo, raggiunto il quale si troverà in uno «stato di morte immodificabile» (morte termica dell'universo).
Clausius si laureò all'Università di Berlino nel 1844, e ottenne il suo dottorato presso l'università di Halle (Sassonia), nel 1848, per frequentare la quale faceva il pendolare da Berlino a cavallo.  Insegnò nelle Università di Berlino (1850), Zurigo (1855), Würzburg (1867) e Bonn (1869).
Nel 1857 Clausius diede un contributo importante alla teoria cinetica, raffinando il modello cinetico elementare dei gas di August Krönig, introducendo i gradi di libertà molecolari (traslazionali, rotazionali e vibrazionali). Nello stesso lavoro introdusse il concetto di cammino libero medio di una particella.
Clausius si interessò inoltre di elettrolisi e le sue ricerche furono riprese in seguito da Arrhenius.
Nel 1870, durante la guerra franco-prussiana, Clausius organizzò un corpo di ambulanza. Fu ferito in battaglia e rimase permanentemente disabile. Per questa iniziativa ricevette l'onorificenza della Croce di ferro.
Alla morte per parto nel 1875 di sua moglie Adelheid Rimpham, Clausius rimase con sei figli che allevò amorevolmente, riducendo il tempo dedicato alla ricerca e all'insegnamento.
Fu eletto Fellow della Royal Society nel 1868 e ricevette varie onorificenze: la Medaglia Copley nel 1879, la Medaglia Huygens nel 1870, il Premio Poncelet nel 1883.
Il cratere Clausius sulla Luna è stato così chiamato in suo onore.

## Opere
- (FR) Abhandlungen über die Anwendung der mechanischen Wärmetheorie auf die elektrischen Erscheinungen, nebst einer Einleitung in die mathematische Behandlung der Elektricität, vol. 2, Bruxelles, Société belge d'éditions, 1898.